# Gabriel Award
Os Gabriel Awards foram iniciados pela Academia Católica para Profissionais das Artes da Comunicação em 1965 e atualmente são administrados pela Catholic Press Association. Os prêmios são projetados para homenagear a excelência na transmissão. Os prêmios são dados a emissoras de rádio e televisão nacionais e locais para "reconhecer realizações artísticas notáveis ... que entretêm e enriquecem com uma verdadeira visão de humanidade... "

O documentarista Dennis Goulden sendo presenteado com um Prêmio Gabriel

O critério mais importante de um programa vencedor de Gabriel é sua capacidade de elevar e nutrir o espírito humano. Programas dignos de Gabriel afirmam a dignidade dos seres humanos e reconhecem e defendem valores humanos universalmente reconhecidos, como comunidade, criatividade, tolerância, justiça, compaixão e dedicação à excelência.
— Academia Católica de Profissionais de Comunicação, Gabriel Awards
Em 2014, por exemplo, a estação de televisão WRAL em Raleigh, Carolina do Norte, foi reconhecida pelo Gabriel Awards pela produção de programas de sua divisão de notícias que tratam da situação de rua e das crianças sem-teto no Haiti.